# 上坂すみれのおまえがねるまで
『上坂すみれのおまえがねるまで』（うえさかすみれのおまえがねるまで）は、上坂すみれがパーソナリティを務めた動画付きのインターネットラジオ番組である。

## 概要
声優の上坂すみれが初めて一人でインターネットラジオのパーソナリティを務める番組。
上坂が単独でパーソナリティを務めたのは、文化放送で2021年3月まで放送されていた「上坂すみれの♡（はーと）をつければかわいかろう」以来となる。
2025年2月8日の放送で、同年3月15日の放送をもって終了することを発表。

## 番組構成

### 放送終了時点のコーナー
- 忍者
ふつおたのコーナー。採用されるとノベルティステッカーが送られる。
これまでに2度コーナー名の変更が行われており、初回から第94回までは、「しゃべるぽんぽこりんヨーロピアン（略称は「しゃべぽこりん」→「しゃべぽこ」）」、第95回から第145回までは、「男道」だった。
- ナゲット割って父ちゃん
かつて上坂もゲスト出演した『タモリ倶楽部』の人気コーナー「空耳アワー」での名空耳作品「ナゲット割って父ちゃん」のような、上坂のテンションを上げる短いフレーズを募集するコーナー。
- 必殺！おまね人
捨てるかどうか迷っている物や、捨てられない思い出などを視聴者から募集し、「おまね人」の上坂が「とっとく」「ポイする」を決めるコーナー。
- やったね！小すみ袋
第92回で、ゲスト出演した杉田智和のYouTubeチャンネル『杉田智和/AGRSチャンネル』で上坂が気に入っている企画「やったぜ！杉袋」の出張版として開始。
福袋開封的なノリで、あるテーマに沿った物をフリートークで紹介する。
主にゲスト回にて、ゲストと2人で行うことが多い。
- 上坂家の一族
同志の身に起こった「ちょっとした事件」や「謎めいた出来事」「お悩み」などを募集し、それを上坂が金田一すみれ[注 1]に扮して解決するコーナー。
- 同志たちのBEST3 CATALOG
ベストアルバム『SUMIRE CATALOG』発売を記念したコーナー。
同志たちの「個人的ベスト3」を掲載するカタログが存在したら掲載して欲しい「ベスト3」のテーマと順位を募集、紹介する。
- すみぺ大予言
上坂の曲をワンコーラス流している間に上坂は日曜からの一週間の運勢がいい人の占い、曲の明けにその答えを発表するコーナー。

### 過去のコーナー
- 土曜日の同志たちへ
上坂が企画した指令にそったメールを募集するコーナー。
指令は定期的に変更され、これまで、「すみぺあるある」、「すみぺ二択ダービー」といった指令が出された。
第94回で番組リニューアルのために既存コーナーの仕分けが行われた際、上坂とスタッフの満場一致により本コーナーの終了が決定、第101回にて正式に終了した。
- こんきゅー0円エンタメ
シングル「生活こんきゅーダメディネロ」発売を記念したコーナー。
視聴者が実践または考案した、お金のかからないエンターテイメントを募集する。
第33回で終了。また、同回にてリスナーからのメールで提案された「知らないおじさんのラジオ」という遊びを上坂がその場で実践したことがきっかけで、後述のコーナー「炒飯」が誕生した。
- 超・革命伝説
ライブツアー「SUMIRE UESAKA LIVE TOUR 2022 超・革命伝説」開始を記念したコーナー。
「こうしたらもっと○○しやすいのに〜！」と思ってることや実体験などといった、“革命的アイディア”を募集する。
- 夜中にポテチととんこつラーメン
後述の「スナックポテチ」の前身。
夜中にポテチととんこつラーメンを食べたときのような、後悔の止まない行いを上坂に懺悔するコーナー。
- スナックポテチ
上述の「夜中にポテチととんこつラーメン」からリニューアルされたコーナー。
視聴者からのお悩みに、上坂扮するママ・すみれお姉さんをはじめとしたスナックポテチの店員や常連客たちがランダムで答えていく。
第94回の既存コーナー仕分けで上坂とスタッフの満場一致により終了が決定し、第97回にて正式に終了した。
- LOVE！CRAZYな話
シングル「LOVE CRAZY」発売を記念したコーナー。
おかしい話が大好きな上坂のために、視聴者が体験したクレイジーな話を募集する。
第94回の既存コーナー仕分けでは5対2で継続が決定したが、第119回で終了した。
- 持ってて良かった○○券
第93回にてゲストの杉田智和が考案したコーナー。
「○○」に好きなことを自由にかける券を入手した上坂のために、視聴者から「すみぺだったら『○○券』がいい！」と思う券の名前と、その券の効果を募集。
第127回でレギュラーコーナーとしては終了したが、杉田ゲスト回限定コーナーとして今後も行われる予定。
- 炒飯
上坂がハマりそうな、視聴者が愛しているもの・推し・ハマっていること＝視聴者にとっての炒飯みたいなものを募集するコーナー。
第145回のコーナー仕分けにて終了が決定し、第146回で終了した。
- 上司の上坂部長だよ♡
視聴者（部下）からの報告（失敗談・やらかしエピソード）を募集し、それを受けて、毛深い上司として上手に「叱咤激励」するコーナー。
第145回のコーナー仕分けにより終了、後継コーナーとして「上坂家の一族」の開始が決定した。
- すみぺ補完計画
10年間（2023年当時）の記憶が曖昧になっている上坂のために、同志から「上坂すみれ10年の思い出」を募集し記憶を補完してもらうコーナー。
第145回のコーナー仕分けにより終了が決定し、第147回で終了した。
- 桃栗3年すみぺ10年
上坂のアーティスト活動10周年記念書籍『大祝賀本』の企画案などを、視聴者から募集するコーナー。
第145回のコーナー仕分けにより、終了した。

### エンディング
上坂が放送内容を一言でまとめた後、「お前ら、いい夢見ろよ」と毎回のあいさつをする。その後、番組のクレジット流れ、番組は終了する。

## ゲスト
| 回      | 放送日         | ゲスト名   | 備考     |
| ------- | -------------- | ---------- | -------- |
| 第18回  | 2021年8月7日   | 小倉唯     |          |
| 第19回  | 2021年8月14日  | 小倉唯     |          |
| 第34回  | 2021年12月4日  | 杉田智和   | [ 注 2 ] |
| 第46回  | 2022年3月5日   | カノエラナ |          |
| 第47回  | 2022年3月12日  | カノエラナ |          |
| 第57回  | 2022年5月28日  | 杉田智和   | [ 注 3 ] |
| 第74回  | 2022年9月24日  | ZAQ        |          |
| 第79回  | 2022年11月26日 | 七海ひろき |          |
| 第80回  | 2022年12月3日  | 七海ひろき |          |
| 第92回  | 2023年3月4日   | 杉田智和   | [ 注 4 ] |
| 第93回  | 2023年3月11日  | 杉田智和   | [ 注 4 ] |
| 第98回  | 2023年4月15日  | 愛美       |          |
| 第99回  | 2023年4月22日  | 愛美       |          |
| 第111回 | 2023年7月15日  | 井澤詩織   |          |
| 第112回 | 2023年7月22日  | 井澤詩織   |          |
| 第124回 | 2023年10月21日 | 大石昌良   |          |
| 第125回 | 2023年10月28日 | 大石昌良   |          |
| 第128回 | 2023年11月18日 | 蒼井翔太   |          |
| 第129回 | 2023年11月25日 | 蒼井翔太   |          |
| 第158回 | 2024年7月6日   | 堀江由衣   | 電話出演 |
| 第180回 | 2024年12月7日  | 前島亜美   |          |
| 第181回 | 2024年12月14日 | 前島亜美   |          |
| 第186回 | 2025年1月25日  | 鈴木愛奈   |          |
| 第187回 | 2025年2月1日   | 鈴木愛奈   |          |

## イベント
| 開催日         | イベント名                                         | 会場                       | ゲスト                                            | 備考 |
| -------------- | -------------------------------------------------- | -------------------------- | ------------------------------------------------- | ---- |
| 2024年 4月13日 | 上坂すみれのおまえがねるまで～非公開録音イベント～ | 科学技術館サイエンスホール | 小松未可子（昼公演の回） / 青山吉能（夜公演の回） |      |